# Manazir al-Dżurf
Manazir al-Dżurf – wieś w Syrii, w muhafazie Aleppo, w dystrykcie Manbidż. W 2004 roku liczyła 546 mieszkańców.